# И̃
La I con virgulilla (И̃ и̃; cursiva: И̃ и̃) es una letra del alfabeto cirílico.
Se usa en los idiomas khinalug y godoberi, donde representa una vocal cerrada anterior no redondeada nasalizada /ĩ/. Es una variante de la letra cirílica И y es muy similar a la letra latina Ñ.